# Christiane Brunner (Politikerin, 1947)

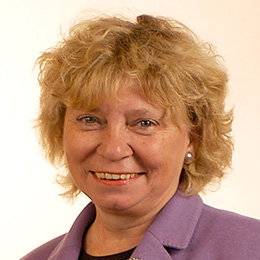
Christiane Brunner

Christiane Brunner (* 23. März 1947 in Genf, heimatberechtigt in Egg; † 18. April 2025) war eine Schweizer Politikerin (SP). Landesweite Bekanntheit erlangte die Rechtsanwältin, als sie am 14. Juni 1991 erfolgreich 500'000 Frauen auf die Strassen der Schweiz brachte, welche die Gleichberechtigung der Geschlechter forderten, die zehn Jahre davor mit grosser Mehrheit von der Schweizer Bevölkerung angenommen und in der Verfassung verankert worden war. Publizität erhielt sie auch 1993 durch die Nichtwahl als Bundesrätin. Sie war die erste Frau, die den Vorsitz des Schweizerischen Metall- und Uhrenarbeiterverbands übernahm, und engagierte sich im Verlauf ihrer Karriere für Frauenfragen in der damals vorwiegend von Männern dominierten Welt der Gewerkschaften. Brunner gilt als eine der führenden Persönlichkeiten des Feminismus in der Schweiz.

## Biografie

### Kindheit und Ausbildung
Christiane Brunner wuchs in einfachen Verhältnissen mit ihrer älteren Schwester Yvonne im Stadtteil Eaux-Vives von Genf auf. Sie war die Tochter einer Schneiderin aus St. Gallen, von ihrem Vater in jungen Jahren verwaist. Nach der Matura konnte sie dank eines Stipendiums an der Universität Genf Jura studieren, wo sie mit dem brevet d'avocat, dem Anwaltspatent, abschloss.

### Engagements und politische Karriere
1969 war Christiane Brunner Gründungsmitglied der Frauenbefreiungsbewegung (FBB). 1976 bis 1978 war sie als Juristin im Bundesamt für Sozialversicherungen tätig, von 1980 bis 1989 in einer Anwaltspraxis in Genf.
Von 1981 bis 1990 war Brunner Mitglied des Genfer Grossen Rates, von 1982 bis 1989 Präsidentin des Schweizerischen Verbandes des Personals öffentlicher Dienste (VPOD), von 1983 bis 1987 Präsidentin der sozialpolitischen Kommission der Sozialdemokratischen Partei der Schweiz. 1991 wurde Brunner in den Nationalrat gewählt, wo sie der Kommission für soziale Sicherheit und Gesundheit und der Kommission für Wirtschaft und Abgaben angehörte.
Brunner war eine der Initiantinnen des landesweiten Frauenstreiks vom 14. Juni 1991, der «grössten öffentliche Mobilisierung» in der Schweiz seit 1918. Liliane Valceschini, einer der Initiantinnen, war es gelungen, Christiane Brunner, damals Sekretärin des Schweizerischen Metall- und Uhrenarbeiterverbands SMUV, für die Streikidee zu gewinnen. Die einflussreiche Verbündete erreichte, dass sich der Vorstand des Schweizerischen Gewerkschaftsbunds (SGB) mit knapper Mehrheit für den Streikantrag aussprach. Am zehnten Jahrestag der Annahme des Gleichstellungsartikels beteiligten sich unter dem Motto «Wenn Frau will, steht alles still» Hunderttausende Frauen in der ganzen Schweiz an den Streikaktionen zum Protest gegen die zögerliche Umsetzung des Verfassungsartikels und anhaltende Ungleichheiten in zahlreichen Bereichen von Gesellschaft, Wirtschaft und Politik.
Gewerkschaftlich war Brunner von 1992 bis 2000 als erste Frau Präsidentin des Schweizerischen Metall- und Uhrenarbeiterverbands, von 1994 bis 1998 zusätzlich Co-Präsidentin des Schweizerischen Gewerkschaftsbundes.

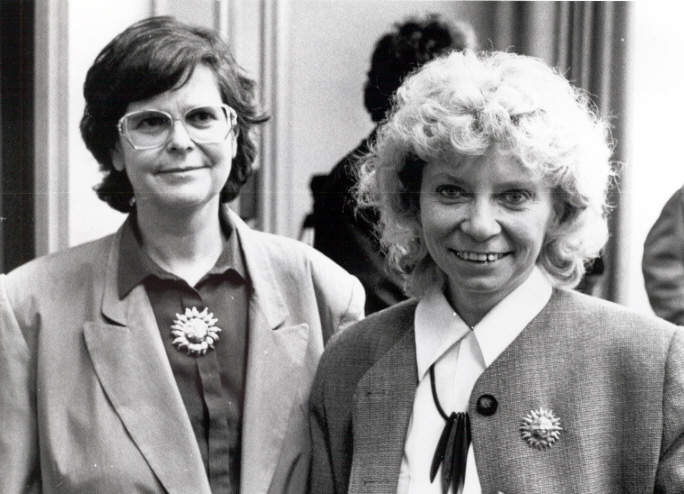
Ruth Dreifuss und Christiane Brunner, die sich selber als «Zwillingsschwestern» bezeichneten, mit Sonnen-Broschen als Symbol für Frauenpower, 8. März 1993

Bei der Bundesratswahl am 3. März 1993 sollte Brunner als nominierte Kandidatin der Sozialdemokratischen Partei die Nachfolge von René Felber im Bundesrat antreten. Die bürgerliche Parlamentsmehrheit wählte jedoch stattdessen ihren Parteikameraden Francis Matthey als Sprengkandidaten, was zu erheblichen Protesten führte – insbesondere von Frauen. Diese griffen auf die Netzwerke der Streikorganisation von 1991 zurück und lösten schnell eine schweizweite Protestbewegung aus. Matthey verzichtete in der Folge auf die Annahme der Wahl. Für die erneute Wahl am 10. März präsentierte die SP mit Christiane Brunner und Ruth Dreifuss dann zwei Kandidatinnen – gewählt wurde im dritten Wahlgang schliesslich Letztere. Siehe auch: Brunner-Effekt.
Bei der Wahl 1995 wurde die bisherige Nationalrätin Brunner für den Kanton Genf in den Ständerat gewählt. Dabei nahm sie Einsitz in der Kommission für Rechtsfragen, der Kommission für soziale Sicherheit und Gesundheit, der Aussenpolitischen Kommission und ab 1999 in der Staatspolitischen Kommission. Bei den Wahlen 1999 und 2003 wurde sie wiedergewählt, 2007 kandidierte sie nicht mehr.
Während einer tiefen parteiinternen Krise nach dem Abgang von Ursula Koch wurde Christiane Brunner im Oktober 2000 zu deren Nachfolgerin als SP-Parteipräsidentin gewählt. Sie führte die Partei bis März 2004.
Brunner war perfekt zweisprachig Französisch-Deutsch und Mitglied im Verein Klimaseniorinnen Schweiz.

### Privates
Christiane Brunner hatte einen eigenen Sohn, einen Adoptivsohn und drei Stiefsöhne. Sie war zweimal geschieden und lebte mit ihrem Ehemann, dem Gewerkschafter Jean Quéloz, und den fünf Buben, die sie grosszog, in einer Patchworkfamilie in Genf. Ihr Ehemann starb 2021. Sie litt lange Zeit am Guillain-Barré-Syndrom und verbrachte die letzten Jahre ihres Lebens in Ferreyres im Kanton Waadt. Im April 2025 starb sie im Alter von 78 Jahren.

## Publikationen (Auswahl)
- Christiane Brunner-Closset et al.: Kündigungsschutz im Arbeitsrecht = La Protection des travailleurs contre les licenciements, Demokratische Juristen der Schweiz, Juristes démocrates de Suisse, diffusion R. Thonney, Lausanne 1978.
- Christiane Brunner et al.: Ausländerrecht. Handbuch für Berater. Vertrieb C. Fehr, 1979. ISBN 3-260-04652-6.
- Christiane Brunner, Jean-Michel Bühler, Jean Bernard Waeber, Christian Bruchez: Kommentar zum Arbeitsvertragsrecht (gemäss Obligationenrecht), 3., aktualisierte und ergänzte Auflage, Schriftenreihe Schweizerischer Gewerkschaftsbund, Helbing Lichtenhahn Verlag, Basel 2005. ISBN 978-3-7190-2478-9.
  - Christiane Brunner et al.: Commentaire du contrat de travail (selon le Code des obligations), 3e éd., mise à jour et complétée, Editions Réalités sociales, Lausanne 2010. ISBN 978-2-8814-6139-2.

## Filme
- Frauenstreik 1991 Schweiz. Frauenstreiktag vom 14. Juni 1991. SRF Archiv
- Frauenstreik: Wie alles begann – Christiane Brunner erzählt. Französisch mit deutschen Untertiteln. Gewerkschaftszeitung work.

## Auszeichnung
- 2012: Ehrendoktor der Universität Lausanne

## Zitat
«Nie zuvor hatte die Nichtwahl einer Bundesratskandidatin eine nachhaltigere politische Wirkung entfaltet als die von Christiane Brunner am 3. März 1993. Was damals geschah, erschütterte nicht nur die politischen Verhältnisse, sondern veränderte auch die Wahrnehmung der Frauen in der Schweiz.»